# A magyar hajóépítészet kezdetei

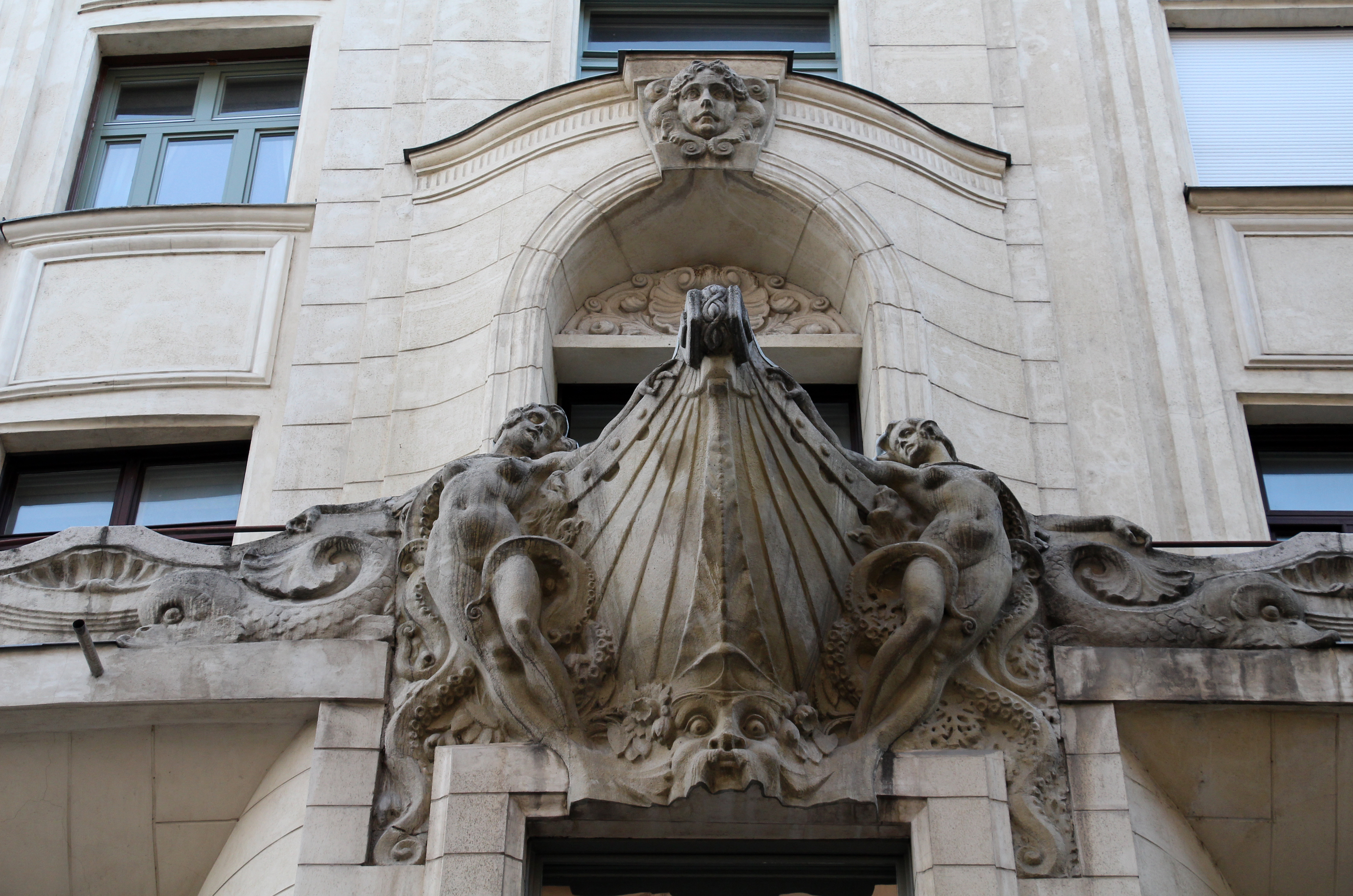
Az egykori Magyar Királyi Folyam- és Tengerhajózási Rt székházának homlokzatdísze

A magyar hajóépítészet a nyugati nagy hajózó nemzetek munkája nyomán alakult ki. A tanulási időszakban, az első alkotások verejtékes megépítésének korában bekapcsolódott a kontinentális hajózás nagy problémájába, a bajor és osztrák Duna vadregényes vizeiről a magyar Alföldre vinni a nyugat kultúráját.

## Kezdetei
Mátyás király fekete seregében vízi haderő is helyet kapott. Mátyás vízi hada az 1476-os kimutatás szerint 364 úszóegységből állt, közöttük 16 nagyméretű, negyvennégy evezős hadigálya, 34 naszád. A hajóhad személyi állománya 7300 fő körül volt. Mátyás király fejedelmi díszhajója a Bucentaurus volt, melynek tágasságát, kazettás mennyezetét, drága pénzen épített helyiségeit, ebédlőjét, hálótermét, női lakosztályát Bonfini elragadtatással részletezte.

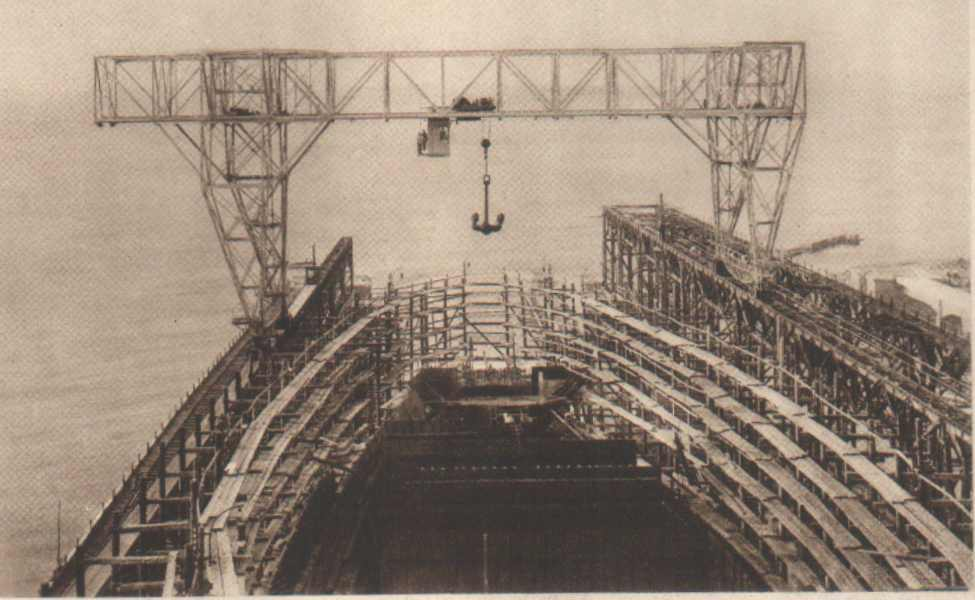
A Szent István dreadnougt építés közben

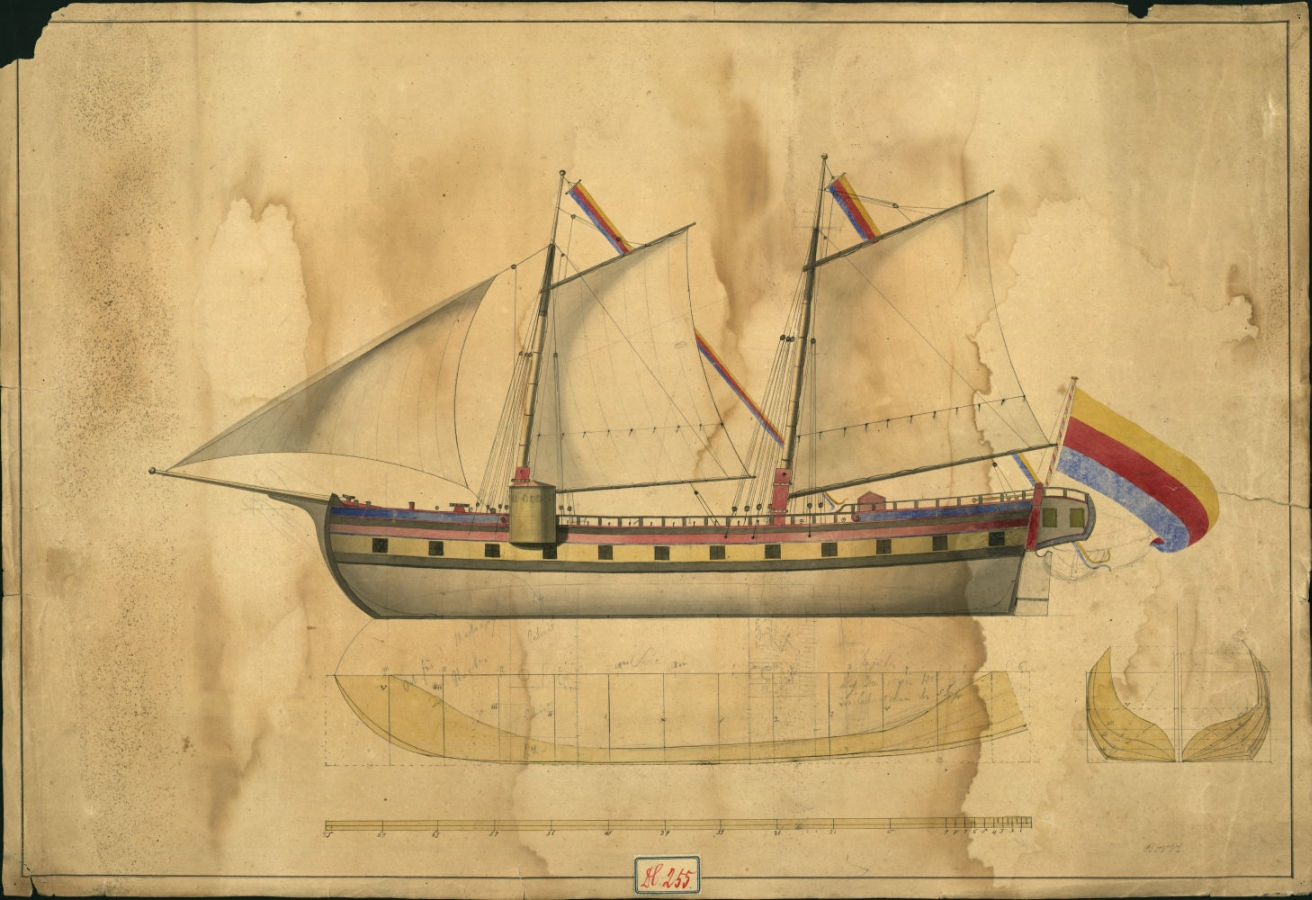
Bori Antal hajósmester által tervezett sószállító a balatoni Kristóf vitorlás, 18. századi tervrajz

A pécsi Berkhard Antal 1816-1817 saját tervei szerint felépítette a Karolina nevű első magyar dunai gőzhajót. Ezzel elévülhetetlen érdemeket szerzett a magyar gőzhajózás megalapítása terén.
A magyarországi hajótechnikai munka első nagy műhelye császári és királyi engedélyezett első Dunagőzhajózási Társaságnak az Óbudai-szigeten 1835. évben létesített hajógyára volt, aminek alapítását 1829-ben gróf Széchenyi István kezdeményezte. A nekilendülő dunai hajózás csakhamar életre kelti a hazai hajóépítő-ipar másik gócpontját az újpesti kikötőben. Ennek alapítása 1860-ban Hartmann Józsefnek a nevéhez fűződik , aki az óbudai hajógyárnak volt a hajóépítő mérnöke. Ezt követi 1868-ban az állami támogatással alapított Magyar-Fiumei Hajóépítő Rt. Ezekből a hajógyárakból, valamint az 1874-ben Újpesten alapított Schönichen-féle hajógyárból 1890-ig a kisebb járműveken kívül 10 nagyobb személyszállító-hajó, 18 vontató gőzös, valamint Romániának szállított 340 nagyobb uszályhajó és 140 különféle hajó került ki. A megrendelők közé számított Oroszország is.
A gépeket kezdetben külföldről szerzik be, de nemsokára bekapcsolódik a magyar mérnöki munka is. Ezzel együtt jelentkezik egy hajóépítő koncentrációs folyamat, amelyek a Danubius-hajógyár megalapítása (1899) és a Schlick-Nicholson fúzióján keresztül a magyar hajóipar összevont állapotához vezetett. De ez új lendületet is adott Baross Gábor hatalmas közlekedési koncepciójának következtében. 1895-ben keletkezett a Magyar Folyam és Tengerhajózási Részvénytársaság (M.F.T.R.). Ennek a társaságnak, szinte kivétel nélkül, magyar tervezésű és gyártású hajóállománya volt (I. Ferenc József, Erzsébet királyné, Sas személyszállítók, Kazán, Árpád, Balaton, vontatók, az egész uszályparkja).

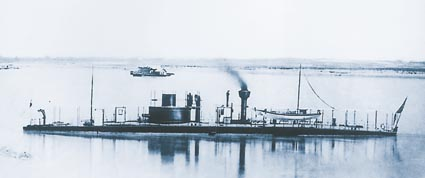
SMS Leitha a Maros-osztály monitora

Megkezdődhetett a hadihajók gyártása is. A Maros monitor, a Lajta monitor az osztrák-magyar hajóhad első ikercsavaros, forgó lövegtornyú hajói is magyar gyárban épített hadihajók voltak. A kor legmodernebb technikájával épültek az úgynevezett Coles torony, illetve a fa alapra helyezett Bessemer acélból készített páncélzattal. További hadihajók is a magyar hajóépítészet kezdeteihez sorolhatóak, ezek a Körös, a Szamos, a Temes, a Bodrog és az Inn monitorok vagy őrnaszádok.

## Fénykora
A Danubius hajógyár nevével kezdődik a magyar hajóépítő mérnöki munka fénykora. A fénykor az osztrák-magyar haditengerészet viszontagságos illetve dicsőségteljes múltjához kapcsolódik. Ez a tengerészet mindvégig a vörös-fehér-vörös lobogó alatt evezett. Mindvégig harcolni kellett a magyar érdekek képviseletéért, de benne volt a magyar verejték a mi szellemi, fizikai és technikai készségünkből, valamint az ipari művészetünkből, amit a magyar ipar, a magyar mérnök s a magyar munkás tudása jelentett. Amikor az ipar vállalkozott, hogy a haditengerészet fejlesztéséből is kiveszi a részét, ehhez minden alapfeltétel hiányzott. Az osztrák ipari körök ellenszenvből és féltékenységből ellenezték, s amiatt, hogy a trieszti Stabilimento Techniko gyár ellenlábasa lett, ahol ennek az iparágnak minden szála összefutott, és évtizedes tapasztalatokkal rendelkezett.
A régi fiumei Howald-gyár, amely addig csak kisebb kereskedelmi hajók építésével és javításával foglalkozott, a budapesti Danubius-hajógyár kezében egy csapásra modern, a világ nagy hajógyáraival vetekedő iparteleppé fejlődött. Az első nagy diadalt 1909-ben a Kaimann-típusú síktengeri torpedónaszádokat és a Huszár típusú torpedórombolókat a budapesti gépgyár és a fiumei hajógyár harmonikus kooperációjával határidő előtt képes volt szállítani. S olyan egységeket bocsátott a haditengerészet rendelkezésére, amelyek teljesítmény és a kivitel szempontjából felülmúlták a versenycégek hasonló termékeit. Az első szerényebb kezdet után a legmodernebb gyorscirkálók és turbinás rombolók építésére került sor, amelyek a nagy gyakorlattal rendelkező hajóépítőknek is a dicséretére vált volna. Ezek 3500 tonnás hajók voltak általában, s ezeknél a típusoknál a gyorsaságon volt a hangsúly, a tüzérségi felszerelés csak szerényebb méretek között mozoghatott. A legsajátosabb alkotásai voltak a magyar tengeri hajó építőiparnak a Tátra típusú torpedónaszád rombolók sorozata. Ezt a típust a monarchia haditengerészetének csak a magyar ipar szállította. Ezzel végérvényesen az osztrák ellendrukkerek el lettek hallgattatva. A hasonló angol járműveket is felülmúlták átlagban, a teljesítményükkel. A tengeri háború (első világháború) felderítő szolgálatát ezen típusú hajók látták el. Ezen kívül az Adriai-tenger bejáratánál felsorakozott antant haderők figyelem elterelésére is használták őket. Tengeri hadihajóépítő iparunk megkoronázása volt a Szent István dreadnought sorozat megépítése. Négy egységet a SMS Viribus Unitist, SMS Prinz Eugent, SMS Tegetthoffot és a Szent Istvánt foglalta magában.

## Az első világháború és kora
Nem érdektelen számszerűleg is összeállítani azt az akkoriban gigantikus munkát, amelyet a magyar mérnöki kar a magyar haditengerészet fejlesztésében végzett.
| Darab | Hajótípus                                       | Vízkiszorítás (BRT) | Teljesítmény (LE) |
| ----- | ----------------------------------------------- | ------------------- | ----------------- |
| 10    | Kaiman típusú torpedónaszád                     | 200                 | 3000              |
| 6     | Huszár-típusú romboló                           | 400                 | 6000              |
| 5     | Tenderhajó                                      | 47                  | 200               |
| 6     | Herkules-mentőhajó                              | 1500                | 2600              |
| 6     | Tátra típusú romboló                            | 850                 | 22 000            |
| 2     | Gyorscirkáló (Helgoland, Novara)                | 3500                | 25 000            |
| 1     | Dreadnought (Szent István)                      | 20 000              | 25 000            |
| 10    | Torpedónaszád                                   | 250                 | 5500              |
| 1     | Dunai monitor (Inn)                             | 536                 | 1500              |
|       | Egyéb (dunai járónaszádok, tengeri aknás hajók) | 6350                | 100 000           |

Magyarország az első világháború után is rendelkezett ugyanazzal a mérnökgárdával, amellyel – szerényebb keretek között a dunai hajózás terén szolgálta azokat a nagy fontosságú érdekeket, ami a magyar hajózáshoz fűződtek. A háború utáni aléltságából magához térve 1921-ben megjelent az aldunai vizeken Principile Mihaí 480 LE-s személyszállító-hajóval, azután Bulgáriában az Aegea szívókotrót építi meg. Majd Görögországra terjeszti ki tevékenységét. A trianoni békeszerződés határozatai értelmében a volt osztrák-magyar haditengerészet számos rombolója és torpedónaszádja jutott Görögországnak. A görög kormány nemcsak az eredetileg Fiumében épült hajóknak, de a monfalconei hajógyár által készített hajóknak a rendbehozatalával és részbeni átépítésével a Ganz-Danubius gyárat bízta meg. Ilyen módon a görög hadiflotta is a magyar mérnökök munkájával regenerálódik, és hajtja meg fejét a magyar tudás előtt. Ezeken kívül Egyiptom, Jugoszlávia hajózása is ad megrendeléseket Magyarország számára.
A belvízi hajózás fejlesztése felé forduló figyelem, a dunai és a balatoni hajózás fejlesztését helyezi előtérbe (motoros átkelőhajók, Tihany-szántódi motoros kompok).